# سوسک برگ نارون
سوسک برگ نارون (نام علمی: Xanthogaleruca luteola) گونه‌ای سوسک از خانواده سوسک‌های برگ‌زی زانثوگالروسا است. طول این سوسک 6 تا 8 میلی‌متر است. طیف رنگی سوسک از زرد تا سبز است. سوسک برگ نارون آفت درخت نارون است.